# مسلة سدوس
مسلة سدوس أو عمود سدوس هي مسلة تاريخية تقع في بلدة سدوس شمال غرب العاصمة الرياض بالمملكة العربية السعودية.

## نبذة
المسلة عبارة عن عمود لا يُعرف من قام ببنائه ولا عمره، وقد احتوى على نقوش وكتابات تاريخية باللهجة العربية الجنوبية، وقد دون ذكرها الانجليزي لويس بيلي في كتابه رحلة إلى الرياض عام 1865م قائلًا: "بالقرب من سدوس حطام مباني عريقة ومن بينها ينتصب عمود أنيق من الحجر المنحوت، لكن قمته مبتوره بينما بقي الأساس قائمًا. ويبلغ ارتفاعه حوالي 20 قدم، والمداميك الحجرية التي تؤلف الجذع ذات مقطع دائري وكل مدماك منها يتناسب مع حجم العمود الذي يبلغ قطره 3 أقدام، وكل من قاعدة العمود والمثلث في أعلى واجهته صنعت من الحجر المقصوب ويتناسب جيدًا من حيث الارتفاع والقطر".

## تهدم عمود المسلة
استخدم السكان المحليين الحجارة والتربة المحيطة بالعمود حتى أصبحت قاعدته هشة مما أدى لانهياره الكامل نتيجه عوامل الجو، إلا أنه بجهود محلية تمت إعادة محاولة بناء نموذج للمسلة ووضعت أمام مدخل بلدة سدوس التاريخية.